# Hostětín (przystanek kolejowy)
zawartość artykułu stanowi przy tym w znacznej części wątpliwy co do informacyjnej produktywności, zwodniczy opis tego czego na przystanku nie ma, nie wspominając co tam w praktyce właściwie encyklopedycznie istotnego jest/było

Hostětín – przystanek kolejowy w Hostětínie, w kraju zlińskim, w Czechach. Znajduje się na wysokości 370 m n.p.m.
Na przystanku nie ma możliwość zakupu biletów, a obsługa podróżnych odbywa się w pociągu. 

## Linie kolejowe
- 341 Staré Město u Uh.Hradiště - Vlárský průsmyk